# Gjoçaj
Gjoçaj es una localidad albanesa del condado de Elbasan. Se encuentra situada en el centro del país y desde 2015 está constituida como una unidad administrativa del municipio de Peqin. A finales de 2011, el territorio de la actual unidad administrativa tenía 5207 habitantes.
La unidad administrativa incluye los pueblos de Gjocaj, Celhakaj, Hasmashaj, Kurtaj, Vashaj, Rrumbullak, Bregas, Bardhas y Blinas.
Se ubica en la periferia meridional de la capital municipal Peqin.